# Borys Filatov
Borys Albertovich Filatov (ukrainien : Борис Альбертович Філатов), né le 7 mars 1972 à Dnipropetrovsk, est un politicien, journaliste, avocat, homme d'affaires ukrainien, et le maire actuel de Dnipro. Entre 2014 et 2015, il a été membre de la Verkhovna Rada, le parlement ukrainien.

## Biographie
Le 4 mars 2014, il a été nommé vice-président de l'administration régionale de l'Oblast de Dnipropetrovsk pour les affaires intérieures.
En septembre 2014, Filatov a menacé en public le journaliste Anatoli Chari, en lui proférant des insultes et en le menaçant de le frapper.
Durant les élections législatives ukrainiennes de 2014, Filatov s'est présenté en tant que candidat indépendant, au scrutin uninominale à un tour, dans la 27e circonscription de Dnipropetrovsk. Scrutin qu'il remporte avec 56.66% des voix,. Au parlement, il a rejoint le groupe inter-fractionnel de l'UKROP.
Lors des élections locales de 2015, Filatov a été élu maire de Dnipropetrovsk (le 15 novembre 2015). Le 24 novembre, à la suite de son élection en tant que maire, Filatov a démissionné de son poste de député.
En juin 2020, il co-fonde et rejoint avec d'autres maires ukrainiens le parti Proposition. 
Il a été réélu maire de Dnipro cette même année lors des Élections locales ukrainiennes de 2020.

### Journaliste
De 2005 à 2010, il est animateur de l'émission télévisée « Chroniques Provinciales » sur la chaîne Régionale 9, qui appartient au groupe groupe Privat (en). Aussi, durant ses années en tant que journaliste d'investigation, il connaîtra une certaine notoriété, notamment pour ses enquêtes sur le parti Vitche ou encore sur les activités de l'ancien Premier ministre Pavlo Lazarenko.
Il a également réalisé des reportages sur ses différents voyages aux quatre coins du monde, dont : 
- « Chroniques Yougoslaves » en 2005
- « Chroniques Arabes » en 2006
- « Chroniques Américaines » en 2007[8]
- « Chroniques Canadiennes » en 2008
- « Chroniques Européennes » en 2009
- « Chroniques Africaines » en 2010